# Orfeo jobim
Espèce
Orfeo jobim est une espèce d'araignées aranéomorphes de la famille des Linyphiidae.

## Distribution
Cette espèce est endémique du Minas Gerais au Brésil,. Elle se rencontre vers 1 100 m d'altitude dans la Serra do Caparaó.

## Description
Le mâle holotype mesure 1,48 mm et la femelle paratype 1,64 mm

## Étymologie
Cette espèce est nommée en l'honneur du musicien Antônio Carlos Jobim, qui a contribué, avec Luiz Bonfá, à la bande-son du film Orfeu Negro.

## Publications originales
- Miller, 2007 : Review of erigonine spider genera in the Neotropics (Araneae: Linyphiidae, Erigoninae). Zoological Journal of the Linnean Society, vol. 149, suppl. 1, p. 1-263[3].